# Federico Nieto
Federico Nieto (Buenos Aires, 20 agosto 1983) è un ex calciatore argentino, di ruolo attaccante.

## Carriera
Esordisce nell'Almagro, seconda squadra di Capital Federal militante nella seconda serie Argentina, durante la stagione 2002-2003. La stagione successiva diventa protagonista della promozione dei suoi nella massima divisione, realizzando 22 reti in 31 partite.
È costretto a saltare la successiva stagione di Apertura a causa di un infortunio, ma quando è in grado di tornare segna durante il campionato di Clausura 8 reti in 13 partite.
Acquistato dai Rangers con la formula del prestito, qui diviene la prima riserva del reparto offensivo. Comincia a segnare sia in Coppa di Lega sia in campionato, e arriva a esordire in Champions League. Proprio in Champions, alla sua seconda presenza, subisce un altro infortunio che mette fine alla sua esperienza in Scozia.
A gennaio il prestito non viene rinnovato e torna all'Almagro, da cui partirà subito per accasarsi all'Estrela Amadora, nella massima serie portoghese, in cui giocherà da riserva e con cui segnerà un gol.
In estate sbarca in Italia, nel Genoa. collezionando una presenza durata solo due minuti in Coppa Italia. Negli ultimi giorni di calciomercato passa in prestito all'Hellas Verona, dove segna una rete in 21 presenze, tra l'altro proprio contro la sua precedente squadra.
Nell'estate del 2007 torna in Argentina, all'Huracán, in cui mette a segno 7 reti in 32 partite. L'anno dopo passa al Banfield. Dopo 8 presenze e nessun gol nell'Apertura 2008, il 22 gennaio 2009 torna all'Huracán in prestito. Mette a segno 5 gol in 15 partite, quindi l'estate successiva si trasferisce al Colón.
Nel febbraio 2011 passa al Clube Atlético Paranaense.

## Palmarès

### Club

#### Competizioni nazionali
- Campionato scozzese: 1

Rangers: 2004-2005

### Individuale
- Capocannoniere del campionato ecuadoriano: 1

2013 (29 reti)